# 日本テレビネットワーク協議会
日本テレビネットワーク協議会（にほんテレビネットワークきょうぎかい、英: Nippon Television Network System、略称：NNS）は、日本テレビ（日テレ、NTV）をキー局とする日本の民放テレビ番組供給組織。
日本ニュースネットワーク（NNN）と合わせて日本テレビ系列（日テレ系列、NTV系列）ともいう。

## 概説

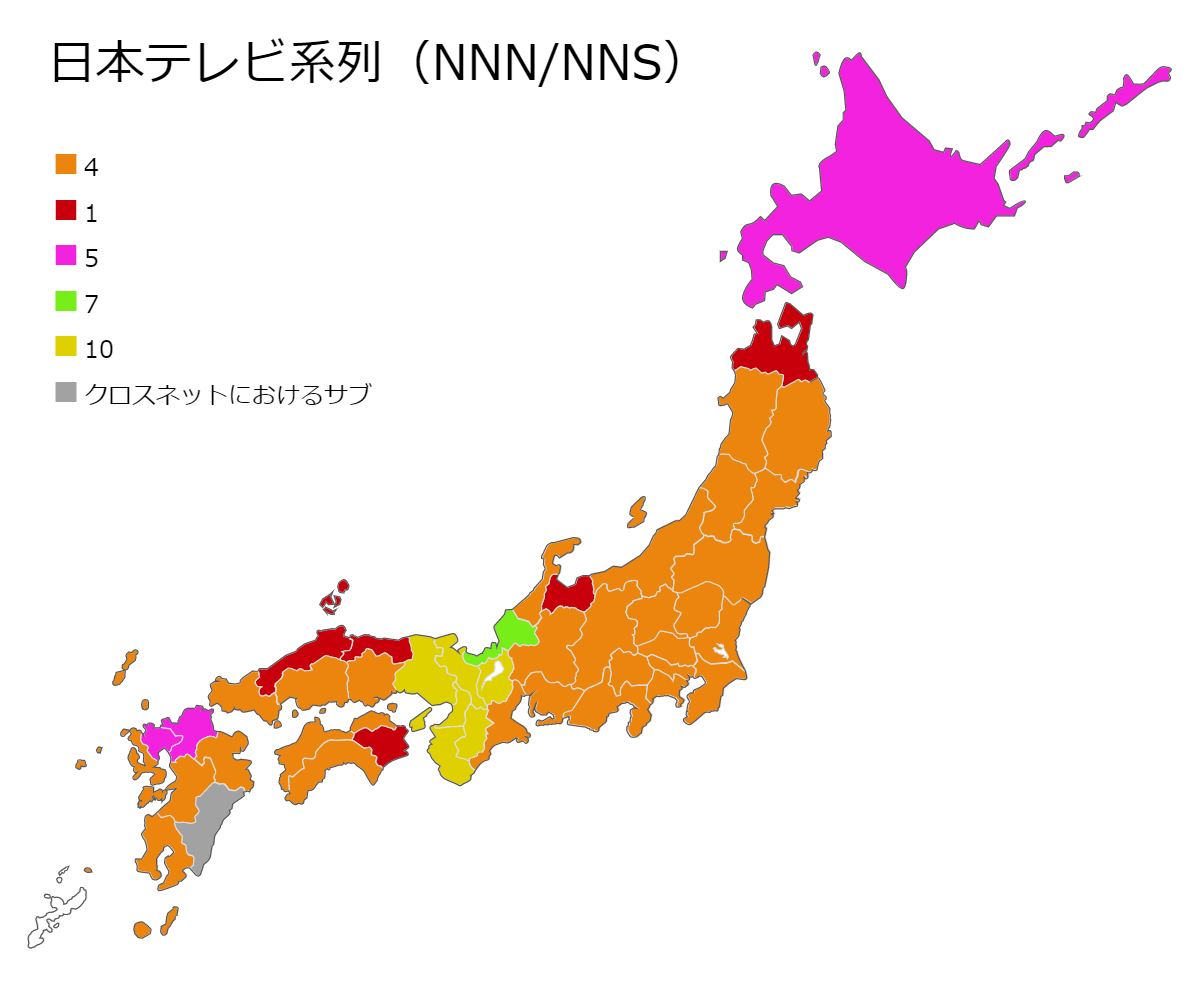
NNS系列のリモコンキーID地図

NNSは主に番組の相互供給を目的に組織されたネットワークである。ニュース供給のネットワークは、別組織の日本ニュースネットワーク（NNN）が担っている。
NNSは、フジテレビ（CX）をキー局とするフジネットワーク（FNS）の発足から3年後の1972年6月14日に発足した。しかし、FNSに比べてテレビ番組などにおいても「NNS」の名称が使われることは極めて少なく、もっぱら「日テレ系」という名称を使用している。
「NNS」を使用した数少ない実例として、『全民放電波広告料金表』（放送広告代理店中央連盟）の1978年版に掲載の日本テレビ出稿の全面広告がある。内容は「日本テレビが誇る大ネットワーク、全国ニュースのNNN（日本ニュースネットワーク）、力の結集NNS（日本テレビ・ネットワーク・システム）」の見出しと、どちらか一方を含む当時の加盟局（NNNオブザーバー加盟扱いのテレビ熊本を含む）の地図型一覧で、「NNS」のロゴは「NNN」と似たデザイン（SはNを反転させて横にした様な形態）が使われていた。
現時点において、29局が加盟している。なお、NNSに加盟している局は全てNNNにも加盟しているが、テレビ宮崎（UMK）のみNNNには加盟しているものの、NNSには加盟していない。
NNS（NNN）29局はすべて、ACジャパン（旧・公共広告機構）の正会員企業の一つであり、29社含む計1000社以上の民間企業・団体が所持する資源を少々出し、広告としてテレビのコマーシャルメッセージなどを通じて同団体の公共広告を放映・展開している。
基幹局は日本テレビ、札幌テレビ、ミヤギテレビ、中京テレビ、読売テレビ、広島テレビ、福岡放送の7局で構成されていて、全てテレビ単営局である。
NNS（NNN）加盟局のうち、静岡第一テレビ、広島テレビ、長崎国際テレビ、くまもと県民テレビの4局は、日本テレビの放送持株会社「日本テレビホールディングス」の持分法適用関連会社（関連局）である。
また、札幌テレビ、中京テレビ、読売テレビ、福岡放送の4局は日本テレビホールディングスの持分法適用関連会社の「読売中京FSホールディングス」（FYCS）の子会社である。
加盟局は全国高等学校サッカー選手権大会の主催団体である「民間放送43社」を構成するメンバーとなっている（残りの14社はTOKYO MXを除く全国独立放送協議会加盟12局とNNS非加盟の宮崎放送・沖縄テレビ）。
地上デジタル放送のリモコンキーIDは、日本テレビを始めとして「4」が多いが、RAB・KNB・JRT・NKTが「1」、STV・FBSが「5」、FBCが「7」、ytvが「10」である。

## 歴史
1951年9月に正力松太郎によって日本テレビ放送網構想が公表され、日本各地に直営局を持つ放送・通信網が想定されていた（正力構想）。しかし、マイクロ回線を専用線として貸し出す方針を示していた電電公社や、テレビ事業への進出を検討していた新聞業界の反対（新聞社69社の反対声明）などもあり頓挫した。
1957年10月22日に民間放送34社36局に一斉予備免許が交付され、地方に次々と民放テレビ局が開局すると日本テレビとラジオ東京（1960年以降はTBS）2社を中心とするステーションネットが形成されることになった。このネットワークを拡大・強化させたイベントが1959年4月10日の「皇太子ご成婚パレード」で、民間テレビ各社はラジオ東京系列と日本テレビ系列の2つに分かれて中継を行い、日本テレビの中継には13社が参加した。
2024年、前述の通り基幹局の読売テレビ放送（ytv）・中京テレビ放送（CTV）・福岡放送（FBS）・札幌テレビ放送（STV）は、共同で認定放送持株会社、読売中京FSホールディングス（FYCS（フィックス）ホールディングス）を設立すると発表、2025年4月に発足した。

## 加盟局

### 現在の加盟局
この表は、地域や都道府県の配列に際し、日本民間放送連盟公式サイト「会員社」ページ の表記に準じて記載している（一部に例外あり）。
- ■ - ラテ兼営局
- □ - TV単営局であるがラジオ局を子会社・関連会社に持つ局

| 放送対象地域 | 略称/ID | 社名                   | 開局日又は テレビ放送開始日 | NNS加盟日           | 備考                                        | 記号 |
| ------------ | ------- | ---------------------- | --------------------------- | ------------------- | ------------------------------------------- | ---- |
| 北海道       | STV 5   | 札幌テレビ放送         | 1959年4月1日                | 1972年6月14日発足時 | 基幹局。                                    | □    |
| 青森県       | RAB 1   | 青森放送               | 1959年10月1日               | 1972年6月14日発足時 | [ 注 5 ]                                    | ■    |
| 岩手県       | TVI 4   | テレビ岩手             | 1969年12月1日               | 1974年9月10日       | [ 注 6 ]                                    | □    |
| 宮城県       | MMT 4   | 宮城テレビ放送         | 1970年10月1日               | 1974年9月10日       | 基幹局。                                    |      |
| 秋田県       | ABS 4   | 秋田放送               | 1960年4月1日                | 1972年6月14日発足時 |                                             | ■    |
| 山形県       | YBC 4   | 山形放送               | 1960年4月1日                | 1972年6月14日発足時 | [ 注 9 ]                                    | ■    |
| 福島県       | FCT 4   | 福島中央テレビ         | 1970年4月1日                | 1974年9月10日       | [ 注 10 ]                                   |      |
| 関東広域圏   | NTV 4   | 日本テレビ放送網       | 1953年8月28日               | 1972年6月14日発足時 | キー局、基幹局。                            | □    |
| 山梨県       | YBS 4   | 山梨放送               | 1959年12月20日              | 1972年6月14日発足時 |                                             | ■    |
| 新潟県       | TeNY 4  | テレビ新潟放送網       | 1981年4月1日                | 1981年4月1日        |                                             |      |
| 長野県       | TSB 4   | テレビ信州             | 1980年10月1日               | 1991年4月1日        | [ 注 12 ]                                   |      |
| 静岡県       | SDT 4   | 静岡第一テレビ         | 1979年7月1日                | 1979年7月1日        | [ 注 13 ]                                   |      |
| 富山県       | KNB 1   | 北日本放送             | 1959年4月1日                | 1972年6月14日発足時 |                                             | ■    |
| 石川県       | KTK 4   | テレビ金沢             | 1990年4月1日                | 1990年4月1日        |                                             |      |
| 福井県       | FBC 7   | 福井放送               | 1960年6月1日                | 1972年6月14日発足時 | ANN（サブ）とのクロスネット局。             | ■    |
| 中京広域圏   | CTV 4   | 中京テレビ放送         | 1969年4月1日                | 1973年4月1日        | 基幹局。                                    |      |
| 近畿広域圏   | ytv 10  | 読売テレビ放送         | 1958年8月28日               | 1972年6月14日発足時 | 準キー局、基幹局。                          |      |
| 鳥取県       | NKT 1   | 日本海テレビジョン放送 | 1959年3月3日                | 1972年6月14日発足時 | 1972年9月30日まで鳥取県のみが放送対象地域。 |      |
| 島根県       | NKT 1   | 日本海テレビジョン放送 | 1959年3月3日                | 1972年6月14日発足時 | 1972年9月30日まで鳥取県のみが放送対象地域。 |      |
| 広島県       | HTV 4   | 広島テレビ放送         | 1962年9月1日                | 1972年6月14日発足時 | 基幹局。                                    |      |
| 山口県       | KRY 4   | 山口放送               | 1959年10月1日               | 1972年6月14日発足時 | [ 注 16 ]                                   | ■    |
| 徳島県       | JRT 1   | 四国放送               | 1959年4月1日                | 1972年6月14日発足時 | [ 注 18 ]                                   | ■    |
| 香川県       | RNC 4   | 西日本放送             | 1958年7月1日                | 1972年6月14日発足時 | 1983年3月31日まで香川県のみが放送対象地域。 | ■    |
| 岡山県       | RNC 4   | 西日本放送             | 1958年7月1日                | 1972年6月14日発足時 | 1983年3月31日まで香川県のみが放送対象地域。 | ■    |
| 愛媛県       | RNB 4   | 南海放送               | 1958年12月1日               | 1972年6月14日発足時 |                                             | ■    |
| 高知県       | RKC 4   | 高知放送               | 1959年4月1日                | 1972年6月14日発足時 |                                             | ■    |
| 福岡県       | FBS 5   | 福岡放送               | 1969年4月1日                | 1972年6月14日発足時 | 基幹局。                                    |      |
| 長崎県       | NIB 4   | 長崎国際テレビ         | 1991年4月1日                | 1991年4月1日        |                                             |      |
| 熊本県       | KKT 4   | 熊本県民テレビ         | 1982年4月1日                | 1982年4月1日        |                                             |      |
| 大分県       | TOS 4   | テレビ大分             | 1970年4月1日                | 1975年5月           | FNN/FNSとのクロスネット局。                 |      |
| 鹿児島県     | KYT 4   | 鹿児島讀賣テレビ       | 1994年4月1日                | 1994年4月1日        |                                             |      |

### 過去の加盟局
| 放送対象地域 | 略称 | 社名              | NNS加盟期間                       | 備考（脱退の理由など）                                                                   | 現在の所属系列 |
| ------------ | ---- | ----------------- | --------------------------------- | ---------------------------------------------------------------------------------------- | -------------- |
| 新潟県       | NST  | NST新潟総合テレビ | 1972年6月14日発足 - 1981年3月31日 | 当時（NNS加盟期間中）の社名は「新潟総合テレビ」。 テレビ新潟開局のため脱退。             | FNN/FNS        |
| 中京広域圏   | NBN  | 名古屋テレビ放送  | 1972年6月14日発足 - 1973年3月31日 | 当時（NNS加盟期間中）の社名は「名古屋放送」（通称：名古屋テレビ）。 系列整理により脱退。 | ANN            |
| 鹿児島県     | KTS  | 鹿児島テレビ放送  | 1975年5月 - 1994年3月31日         | 鹿児島読売テレビ開局のため脱退。                                                         | FNN/FNS        |

### 過去および現在の主な非加盟局
※NNNには加盟している（または加盟していた履歴がある）一方で、NNSには加盟していない（または加盟しなかった）主な局および、加盟の可能性があったものの結局加盟しなかった主な局をあげる。
| 放送対象地域      | 略称 | 社名                     | 備考（加盟しなかった理由など） | 現在の所属系列    |
| ----------------- | ---- | ------------------------ | --- | ----------------- |
| 岩手県            | IBC  | IBC岩手放送              | 当初は日本テレビとラジオ東京テレビ（現・TBSテレビ、以下・KRT）の番組を主軸とした事実上のクロスネット編成とすることを目指していたが、KRTをキー局とするJNNが排他性を打ち出したものであることに日本テレビが反発し、IBCを含むJNN協定に加盟した新局には番組を一切流さない方針を新たに打ち出した上、岩手を必要とするスポンサーには番組を降りてもらっていいとまでいう強硬な態度に出たことから、KRT系列を中心とした編成で開局せざるをえなくなったため（なお、当時はNNS、NNN共に未発足）。 | JNN               |
| 静岡県            | SATV | 静岡朝日テレビ           | 当時（NNN加盟期間中）の社名は「静岡県民放送」（愛称：静岡けんみんテレビ、略称：SKT）。 一般番組供給ネットワークはANNの一般番組供給部門のみ加盟。 | ANN               |
| 島根県 鳥取県     | TSK  | 山陰中央テレビジョン放送 | TSKの開局に深く関わった山陰中央新報（開局当時は「島根新聞」）が読売新聞と親密であったため、当初は日本テレビ系列での開局を希望していたが、既に日本海テレビ（当時は鳥取県域局）が日本テレビ系の番組を押さえていたこともあり、将来的に鳥取県との相互乗り入れを行うことを考慮し、フジテレビ系列フルネットとして開局したため（なお、開局当時はNNS未発足）。 | FNN/FNS           |
| 高知県            | KUTV | テレビ高知               | 高知放送が日本テレビとの関係が悪化し、同局は社内でTBS系列局（JNN）へのネットチェンジが検討された。その際、高知放送から譲り受ける形で、テレビ高知に日本テレビ系列がフジテレビ系列（FNN/FNS）とのクロスネット局として移行する可能性があった。 | JNN               |
| 福岡県 （開局順） | TNC  | テレビ西日本             | 1964年10月1日に日本テレビ系列からフジテレビ系列にネットチェンジしたため（なお、当時はNNS未発足）。 | FNN/FNS           |
| 福岡県 （開局順） | KBC  | 九州朝日放送             | テレビ西日本が日本テレビ系列からフジテレビ系列にネットチェンジした際、KBC社内では日本テレビと組む（事実上のテレビ西日本とのネット交換）ことも検討されたが、朝日新聞社サイドがKBCサイドに対し、NETとフルネットをするよう勧奨したことで、最終的に朝日新聞サイドがKBCの業績が低下した場合はNETに営業保証を行わせ、それでもKBCの業績が悪化した場合は朝日新聞社が責任を取ると約束したことで、NETフルネット化に踏み切ったため（なお、当時はNNS未発足）。                                | ANN               |
| 長崎県            | KTN  | テレビ長崎               | 一般番組供給ネットワークはFNSのみ加盟。1969年4月1日開局 - 1990年9月30日の間はNNNにも加盟していた。 | FNN/FNS           |
| 熊本県            | TKU  | テレビ熊本               | 一般番組供給ネットワークはFNSのみ加盟。1969年4月1日開局 - 1982年3月31日の間はNNNにもオブザーバー加盟していた。 | FNN/FNS           |
| 宮崎県            | UMK  | テレビ宮崎               | 一般番組供給ネットワークはFNSのみ加盟。 | FNN/FNS・NNN・ANN |
| 鹿児島県          | KKB  | 鹿児島放送               | 1978年の電波割り当ての段階では日本テレビ・フジテレビ・テレビ朝日の3局でのネット争いであったが、一本化調整は熊本県の決着がついてから着手することとされた。その後、一本化調整と在京キー局3局（日本テレビ・フジテレビ・テレビ朝日）による協議の結果、1981年3月24日に熊本県の民放第3局を日本テレビ系列局（熊本県民テレビ）、鹿児島県の民放第3局をテレビ朝日系列局とし、また、熊本県第4局（テレビ朝日系列局）の早期開局に含みを持たせることが決定したため。                            | ANN               |
| 沖縄県            | OTV  | 沖縄テレビ放送           | 開局準備段階当時の沖縄はアメリカの統治下にあり、番組の購入は認めるが資本参加などの協力はしないという条件が日本テレビから提示されたため（当時はNNN/NNS発足前）。 その後のNNN/NNS発足後も正式なクロスネット局としての加盟は実現しなかった。 | FNN/FNS           |

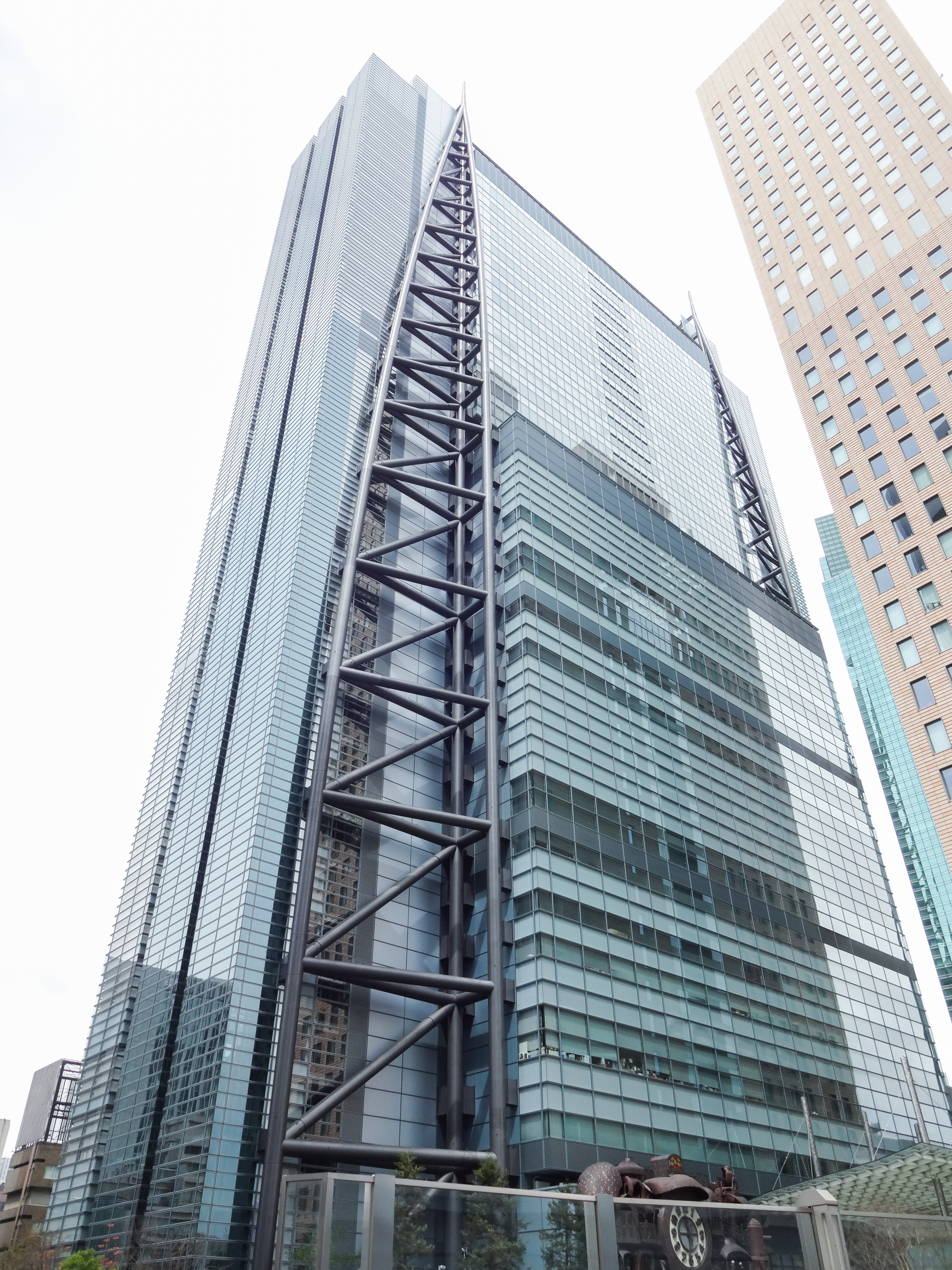
NNSの在京キー局：日本テレビ放送網（NTV、東京都港区東新橋、日本テレビタワー）
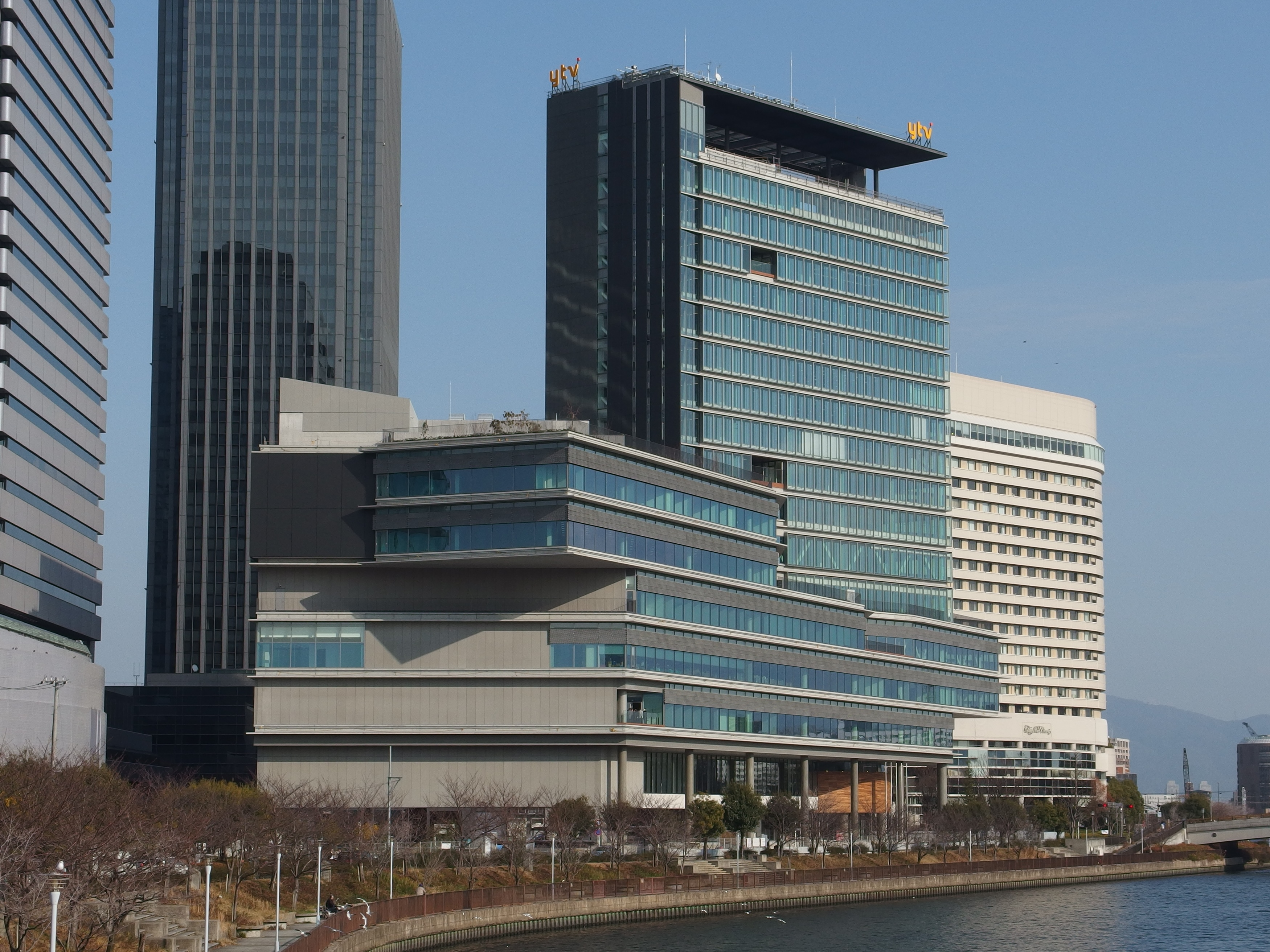
NNSの在阪準キー局：読売テレビ放送（ytv、大阪府大阪市中央区城見）
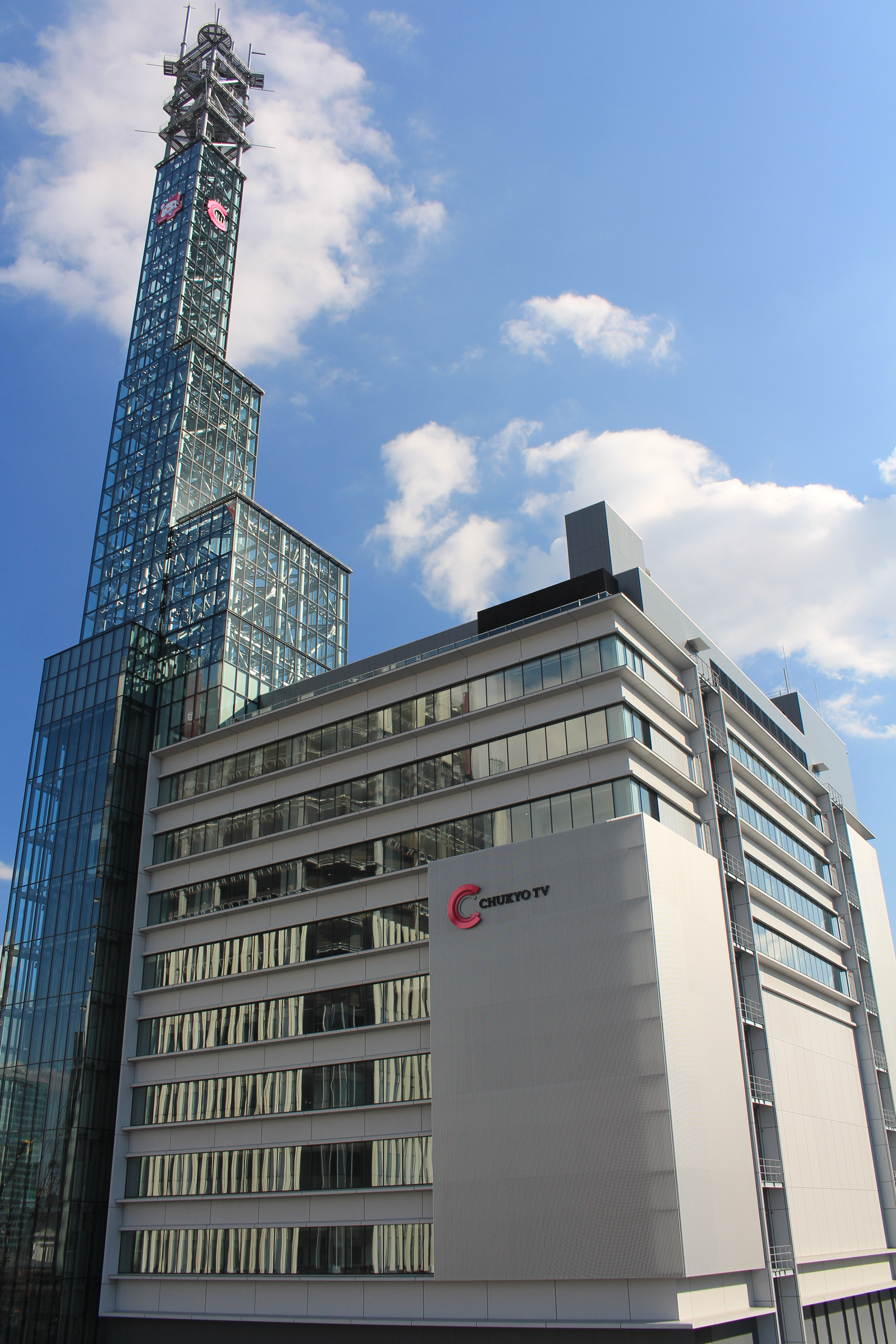
NNSの在名準キー局：中京テレビ放送（CTV、愛知県名古屋市中村区平池町）
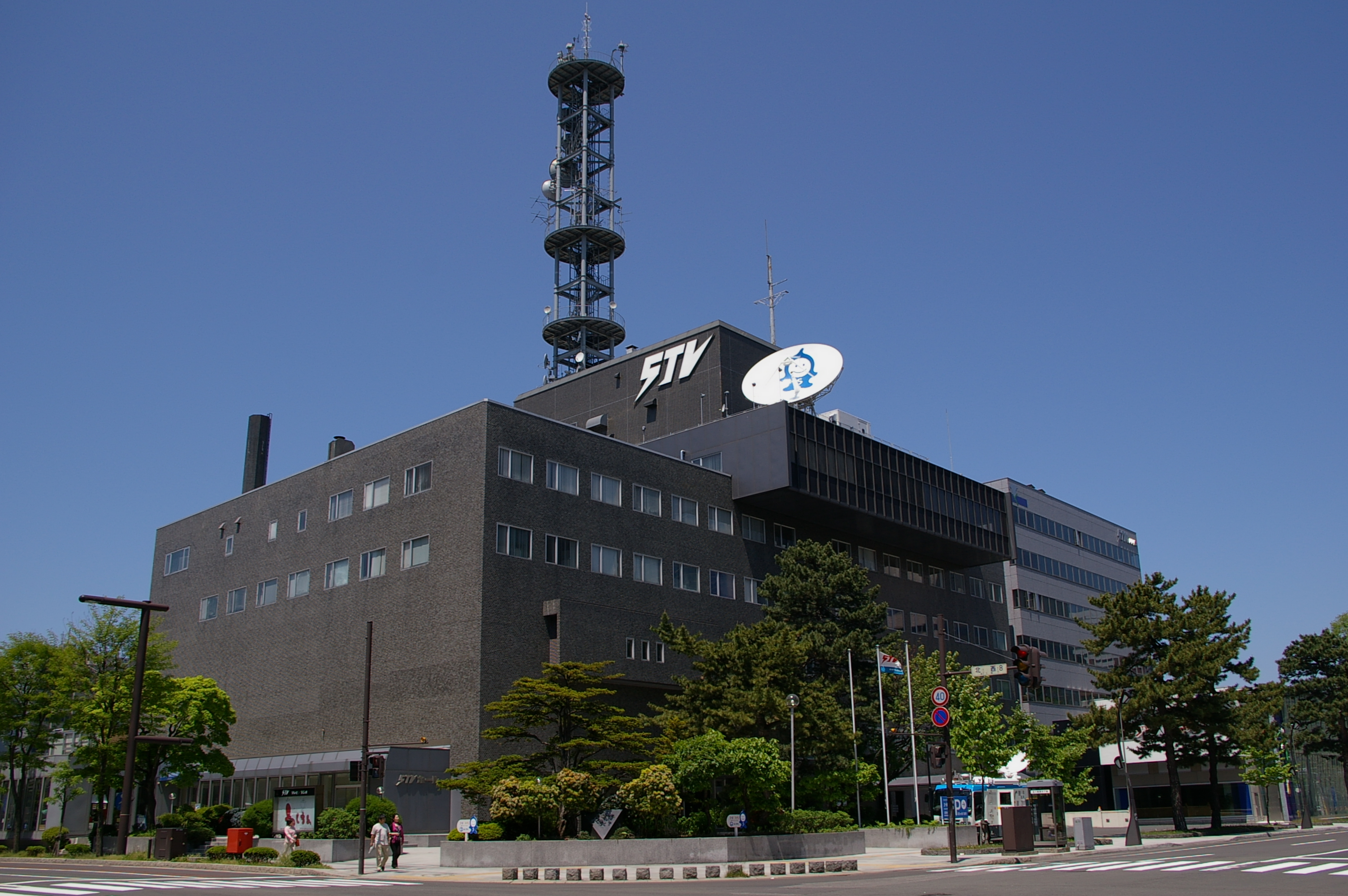
NNSの在札基幹局：札幌テレビ放送（STV、北海道札幌市中央区北1条西、札幌テレビ放送会館）
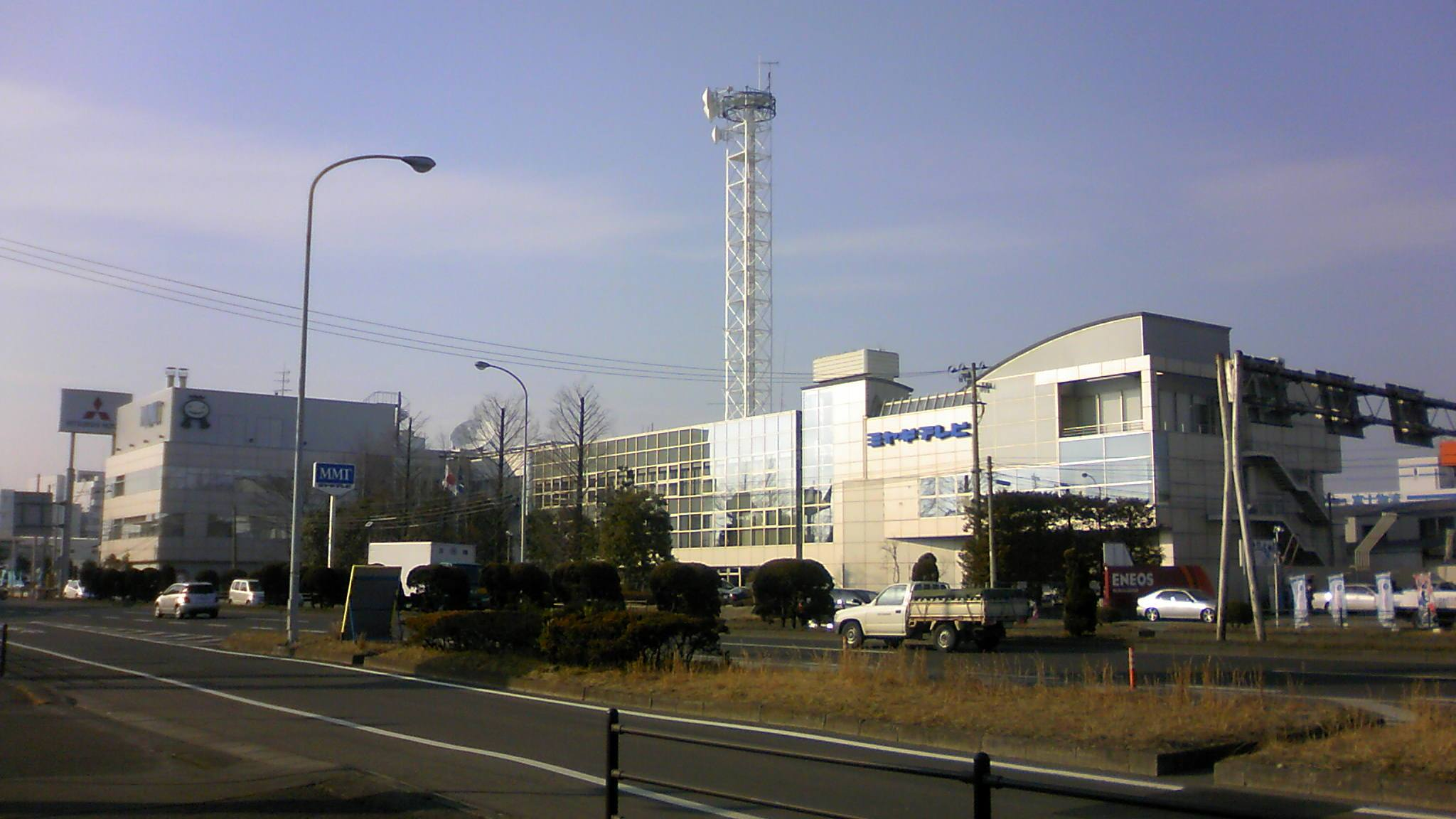
NNSの在仙基幹局：宮城テレビ放送（MMT、宮城県仙台市宮城野区日の出町）
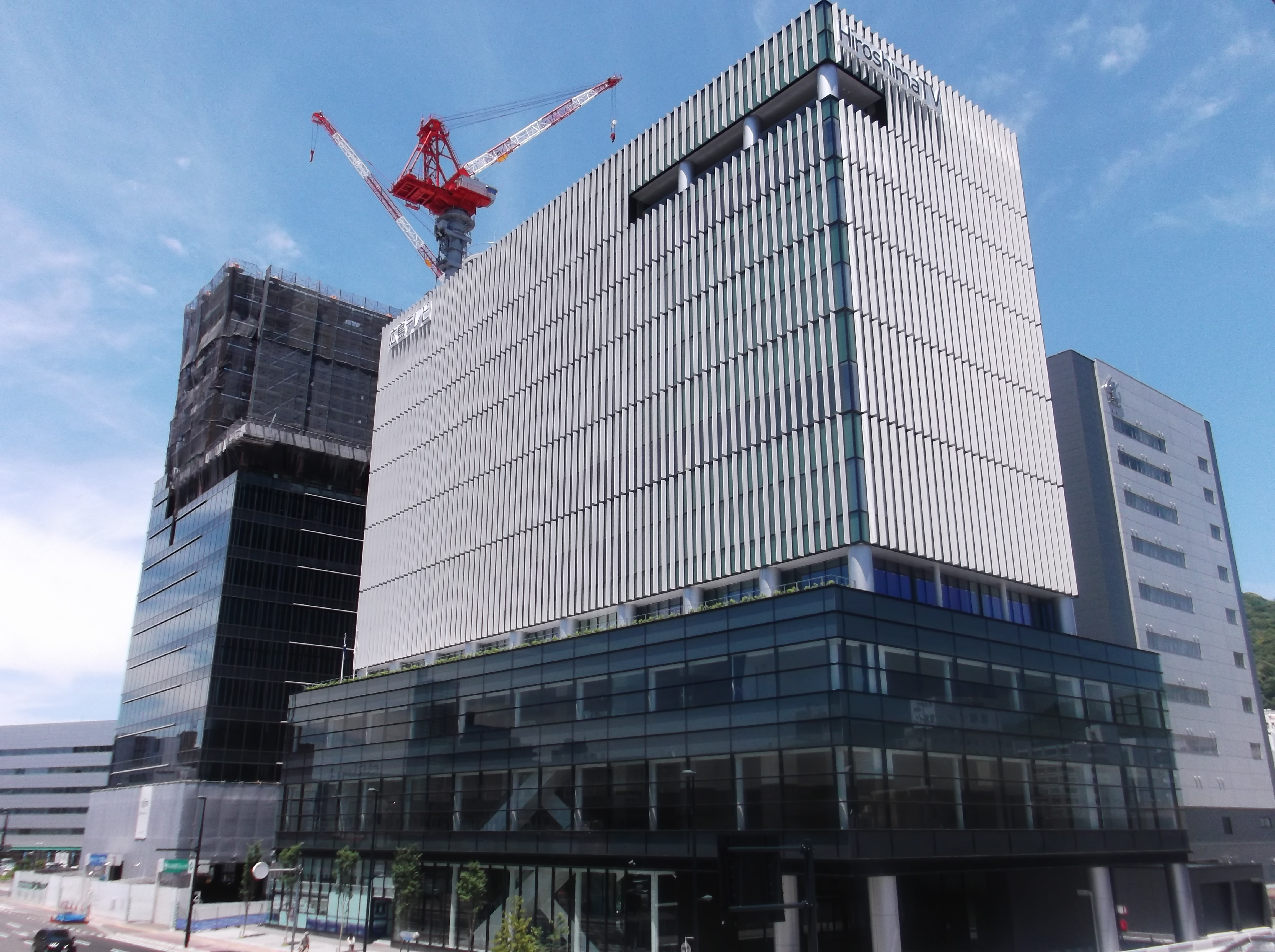
NNSの在広基幹局：広島テレビ放送（HTV、広島県広島市東区二葉の里、広テレビル）
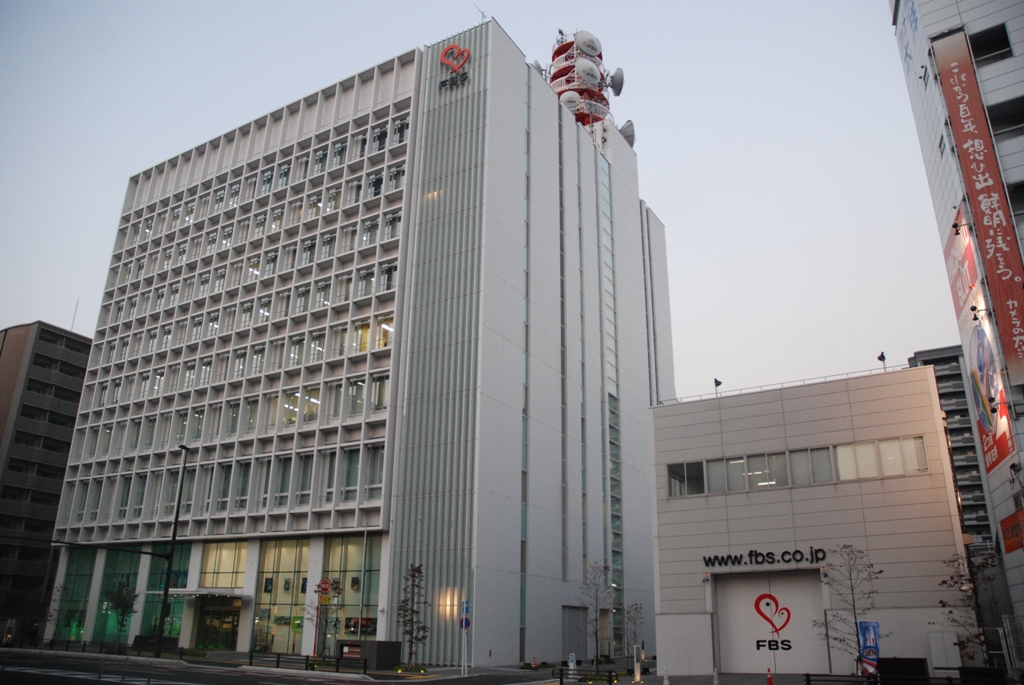
NNSの在福基幹局：福岡放送（FBS、福岡県福岡市中央区清川）

## 番組販売協力局

### NNNには加盟しているが、NNSには加盟していない局
| 放送対象地域 | 略称 | 社名       | ネットワーク                                                                              | 備考                                                                    |
| ------------ | ---- | ---------- | ----------------------------------------------------------------------------------------- | ----------------------------------------------------------------------- |
| 宮崎県       | UMK  | テレビ宮崎 | フジテレビ系列（FNN・FNS） 日本テレビ系列（NNN） テレビ朝日系列（ANN） （クロスネット局） | ニュースネットのNNNには加盟。その関係で一般番組の主な引き受け先である。 |

### その他の局
- ■ - ラテ兼営局
- ★ - NNN・NNS系列との提携関係がある局

| 放送対象地域 | 略称 | 社名            | ネットワーク   | 備考 |
| ------------ | ---- | --------------- | -------------- | --- |
| 大分県       | OBS  | 大分放送■       | TBS系列        | フジテレビ系列（FNN・FNS）とのクロスネット局であるテレビ大分が枠の関係で放送できない一部の番組を放送。 |
| 宮崎県       | MRT  | 宮崎放送■       | TBS系列        | クロスネット局であるテレビ宮崎が枠の関係で放送できない一部の番組を放送。 なお、全国高等学校サッカー選手権大会は宮崎県では宮崎放送が参加している。 |
| 沖縄県       | OTV  | 沖縄テレビ放送★ | フジテレビ系列 | 日本テレビ系列（NNN・NNS）局の無い沖縄県において、同系列や読売新聞系主催のイベントに参加もしており、イベントの特別番組やスポーツ中継の一部は日本テレビ系列局と同時ネットで行われる（『24時間テレビ 「愛は地球を救う」』、『全国高等学校クイズ選手権』、『全国高等学校サッカー選手権大会』、『東京マラソン』など）。 |
| 沖縄県       | RBC  | 琉球放送■       | TBS系列        | フジテレビ系列（FNN・FNS）の沖縄テレビが枠の関係で放送できない一部の番組を放送。 |

## 独立局との協力関係
関東地方の独立局の内下記の4局は、開局時から平成に入った数年間まで、NNSにオブザーバー加盟していた。現在はオブザーバー制度は無くなったが、NNN経由でニュース素材を流し合う 関係があり、日本テレビ系列が主催している各種イベント（「全国高等学校サッカー選手権大会」など）の「各県予選」を主催し、全国大会の後援にも名を連ねる。オリンピックの試合を日本テレビと同時放送した経験もある。
| 放送対象地域 | 略称 | 社名           |
| ------------ | ---- | -------------- |
| 群馬県       | GTV  | 群馬テレビ     |
| 埼玉県       | TVS  | テレビ埼玉     |
| 千葉県       | CTC  | 千葉テレビ放送 |
| 神奈川県     | tvk  | テレビ神奈川   |

## ブロックネット番組

### 三大都市圏を除く全国
いずれも終了。※印は各系列局が持ち回り制作する番組。
- Peaceful Voice※
- ブカツの天使[注 34]
- THE PARTNER※

### 東北地区
基幹局はミヤギテレビ、いずれも終了。※印は東北電力提供のため、同社サービス地域内の新潟県に本社を置くテレビ新潟でも放送。
- 月刊 元気一番"生"テレビ※
- かっぺいのいったりきたり
- 花まる電家※
- ネットワーク・7※
- ツナガッテルかーい!

### 中国・四国地区
基幹局は広島テレビ。
- 中四国レインボーネット

### 中国地区
基幹局は広島テレビ、いずれも終了。
- ライフノート

### 九州地区
基幹局は福岡放送、いずれも終了。
- なぜなぜ九州
- Dr.クラナガン
- クイズでCHU!